# Lądowisko Legnica-Szpital
Lądowisko Legnica-Szpital – lądowisko sanitarne w Legnicy, w województwie dolnośląskim, położone przy ul. Iwaszkiewicza 5. Przeznaczone jest do wykonywania startów i lądowań śmigłowców sanitarnych i ratowniczych w dzień i w nocy o dopuszczalnej masie startowej do 5700 kg.
Zarządzającym lądowiskiem jest Wojewódzki Szpital Specjalistyczny w Legnicy. W roku 2013 zostało wpisane do ewidencji lądowisk Urzędu Lotnictwa Cywilnego pod numerem 207
Oficjalne jego otwarcie nastąpiło 19 września 2011. Wziął w nim udział m.in. ówczesny marszałek Sejmu Grzegorz Schetyna.